# 薔薇色ガーディアン
『薔薇色ガーディアン』（ばらいろガーディアン）は、藤崎真緒による日本の漫画作品。
『別冊花とゆめ』（白泉社）にて2010年11月号から2013年5月号まで連載された。単行本は花とゆめコミックスより全5巻。

## あらすじ
名門校、私立翠ヶ丘学園高等部に転入した春日小春は、薔薇専門園芸部、通称『薔薇部』に入部させられる。
『薔薇部』とは特待生制度の一つで、優秀な成績を修めることの他に、100年の歴史を持つ学園の薔薇園を維持管理することが求められる。だが、今年の薔薇部の面々は揃いも揃って園芸音痴、そこで白羽の矢が立ったのが、薔薇に詳しい小春だった。
ところが、薔薇部の本当の任務は、学園の生徒たちを守る用心棒的な存在であったのだった。

## 登場人物
春日 小春（かすが こはる）
2年生。父の転勤で引っ越すことになり、祖母の母校でもある翠ヶ丘学園に転入し、枯れかけた薔薇園の再生のために薔薇部に入部させられる。
高校入学後、中学生時代の同級生からストーカーされ、それに伴う同級生らの心ない虚言に悩まされ、父の転勤を機に引っ越した。今でも、背後に人に立たれることに不安を覚える。
桐谷 十弥（きりや とおや）
2年首席。性格は強引で腹黒いが、二面性があり、小春に下ネタを連発したりセクハラをする一方、小春の家族からは礼儀正しい素敵な青年と思われている。
芳永 渚（よしなが なぎさ）
2年次席。小春の豊満な胸を気に入っている。
秋瀬 カンナ（あきせ カンナ）
1年首席。黒髪の美人。
秋瀬 タカミ（あきせ タカミ）
1年次席。カンナ曰わくツンデレ。

## 書誌情報
- 藤崎真緒 『薔薇色ガーディアン』 白泉社〈花とゆめコミックス〉 全5巻
  1. 2011年05月19日発売、ISBN 978-4-592-19036-3
  2. 2011年10月20日発売、ISBN 978-4-592-19037-0
  3. 2012年05月18日発売、ISBN 978-4-592-19038-7
  4. 2013年01月18日発売、ISBN 978-4-592-19039-4
  5. 2013年07月19日発売、ISBN 978-4-592-19040-0